# Таналыкский сельсовет (Башкортостан)
Таналыкский сельсовет — муниципальное образование в Хайбуллинском районе Башкортостана. Согласно Закону о границах, статусе и административных центрах муниципальных образований в Республике Башкортостан имеет статус сельского поселения.

## Население
| 2002  | 2010  | 2012  | 2013  | 2014  | 2015  | 2016  |
| ----- | ----- | ----- | ----- | ----- | ----- | ----- |
| 2504  | ↘2391 | ↘2354 | ↘2282 | ↘2255 | ↘2215 | ↘2171 |
| 2017  | 2018  |       |       |       |       |       |
| ↘2123 | ↘2097 |       |       |       |       |       |

## Состав
- с. Подольск,
- д. Бакаловка,
- д. Адель,
- д. Новоукраинка,
- с. Савельевка,
- д. Таштугай.